# Callistemon macropunctatus
Espèce
Classification phylogénétique
Callistemon macropunctatus est une espèce de plantes à fleurs de la famille des Myrtaceae. C'est un arbuste originaire des États du Victoria et de Nouvelle-Galles du Sud en Australie.
Il peut atteindre jusqu'à 4 mètres de hauteur et a des feuilles fines, pointues, qui font de 3 à 5 cm de long et de 4 à 7 mm de large. Les épis de fleurs qui font de 5 à 8 cm de longueur et environ 4 à 5 cm de diamètre se produisent entre novembre et février (du milieu du printemps à la fin de l'été) dans leur aire de répartition naturelle. Les étamines sont rose-rouge avec des anthères jaune leur conférant un aspect doré.

## Répartition et habitat
Cette espèce se rencontre dans les mallees claires et les bois clairsemés dans le nord des Grampians, le parc naturel du grand désert, celui du petit désert, et dans la le Mount Lofty Ranges. Dans ces régions, on le trouve dans les dépressions sablonneuses à proximité des cours d'eau dans les sols qui sont des périodes humides.

## Culture
Cette espèce préfère les sols légers et humides, mais peut supporter des périodes de sécheresse. Elle a également une certaine tolérance au sel et au gel. Il faut la tailler après la floraison pour lui garder un aspect compact.

## Liste des espèces et variétés
Selon World Checklist of Selected Plant Families (WCSP) (2 mai 2011) :
- Callistemon macropunctatus (Dum.Cours.) Court (1957)
  - variété Callistemon macropunctatus var. laevifolius (F.Muell. ex Miq.) H.Eichler (1963)
  - variété Callistemon macropunctatus var. macropunctatus